# Tell al-Rataba
Tell al-Rataba o Tell al-Retaba és un jaciment arqueològic d'Egipte, a la zona del delta del Nil, proper a Àvaris, on per les troballes fetes es va pensar que podia ser la ciutat de Pi-Ramsès o la de Pithom. Posteriors descobriments van establir que la ciutat de Pithom era a Tell al-Maskhuta i Pi-Ramsès estava concretament a Qantir a 3 km d'Àvaris.